# XXI съезд КПСС
XXI съезд Коммунисти́ческой па́ртии Сове́тского Сою́за — внеочередной съезд КПСС, созванный для рассмотрения и утверждения семилетнего плана развития народного хозяйства. Проходил в зале заседаний Большого Кремлёвского дворца в Москве с 27 января по 5 февраля 1959 года. На съезде присутствовали: 1261 делегат с решающим голосом, которые представляли 7 622 356 членов партии, и 106 делегатов с совещательным голосом от 616 775 кандидатов в члены партии, а также зарубежные гости — делегации коммунистических и рабочих партий 72 стран(в другом источнике указывается, что на съезде присутствовало 1269 депутатов с решающим голосом).

## Предыстория съезда
Советское руководство искало такой тип плана развития, который обеспечивал бы равновесие различных отраслей. План должен был не ставить две-три цели, достигаемые любой ценой, а использовать имеющиеся ограниченные средства самым эффективным образом для достижения многих целей. Наконец, он должен был удовлетворить потребности растущего внутреннего рынка. Никакой из советских планов прошлого реально не ставил таких целей. Первым планом развития страны, который не основывался больше лишь на индустриализации, стала семилетка. С её помощью попытались, не тормозя роста страны, восполнить, хотя бы частично, серьёзные нарушения равновесия, от которых страдало советское общество. Для одобрения нового плана и был созван внеочередной съезд партии.

## Порядок дня
Порядок дня съезда включал единственный вопрос «Контрольные цифры развития народного хозяйства СССР на 1959—1965 годы».
С докладом по данному вопросу 27 января 1959 года выступил Н. С. Хрущёв. Он же, обобщая прения, выступил с заключительным словом 5 февраля 1959 года.

## Фрагменты из выступленийН. С. Хрущёвана съезде
«В мире нет сейчас таких сил, которые смогли бы восстановить капитализм в нашей стране, сокрушить социалистический лагерь. Опасность реставрации капитализма в Советском Союзе исключена. Это значит, что социализм победил не только полностью, но и окончательно»
«Международное коммунистическое движение осудило взгляды и политику югославских ревизионистов… Наша позиция в отношении взглядов югославских руководителей ясна. Мы её не раз излагали со всей откровенностью. А вот югославские руководители крутят, фальшивят, бегут от правды… Лидеры Союза коммунистов Югославии очень обижаются, когда мы говорим им, что они сидят на двух стульях. Они уверяют, что сидят на своём, югославском стуле. Но почему-то этот югославский стул очень поддерживается американскими монополиями!»
«Коммунистическая партия Китая выдвинула в 1957 году задачу превзойти в течение 15 ближайших лет Англию по объёму производства важнейших отраслей промышленности. Широко развернувшееся в стране народное движение за осуществление „большого скачка“ показывает, что китайский народ решит эту задачу в значительно более короткие сроки».
«Много своеобразных форм в строительстве социализма применяет Коммунистическая партия Китая. Однако у нас с ней нет и не может быть никаких разногласий… Потому что классовый подход и классовое понимание у обеих партий едины. Китайская коммунистическая партия твёрдо стоит на классовых, марксистско-ленинских позициях»
«Теперь наша страна превосходит США и в темпах, и в абсолютном ежегодном приросте продукции. Мы и шагаем вчетверо быстрее и прибавляем каждый год продукции больше,— стало быть, догонять американцев теперь гораздо легче»

## Решения Съезда
На XXI съезде был сделан вывод о том, что социализм в СССР одержал полную и окончательную победу, что советская страна вступает в период развёрнутого строительства коммунистического общества. Важнейшая задача этого периода — сделать решающий шаг в создании материально-технической базы коммунизма, обеспечить дальнейшее укрепление экономической и оборонной мощи СССР и одновременно добиться более полного удовлетворения растущих материальных и культурных потребностей народа.
В документах съезда было отмечено, что в условиях, когда строительство социализма вышло за рамки одной страны, когда образовалась мировая социалистическая система, нет уже больше капиталистического окружения СССР. Имеются две мировые общественные системы — отживающий свой век капитализм и растущий, крепнущий социализм. Съезд отметил, что в мире нет сейчас таких сил, которые смогли бы восстановить капитализм в СССР, сокрушить социалистический лагерь. Опасность реставрации капитализма в Советском Союзе исключена.
Съезд одобрил деятельность ЦК партии и проведённые им важнейшие мероприятия в области внутренней и внешней политики.
На съезде были утверждены контрольные цифры развития народного хозяйства СССР на 1959—65. В семилетнем плане экономика программировалась в масштабах, несравнимых с прошлым опытом советского планирования. За 7 лет СССР должен был произвести столько же, сколько за предшествующие 40 лет, и сделать решающий шаг в создании материально-технической базы коммунизма и обеспечении победы СССР в мирном экономическом соревновании с капиталистическими странами. Новый амбициозный план должен был позволить Советскому Союзу «догнать и перегнать» Соединенные Штаты и к 1965 г. выйти на первое место в мире как по абсолютному объёму производства, так и по производству на душу населения.
Одним из решений съезда был план проведения коренной технической реконструкции железнодорожного транспорта, путём замены паровозов экономичными локомотивами — электровозами и тепловозами.
На XXI съезде выбор (перевыбор) Центрального комитета и Центральной ревизионной комиссии не производился.

## Основной итог Съезда
- Принятие семилетнего плана развития народного хозяйства на 1959—1965 годы[17];
- Провозглашение вступления Советского Союза в период развёрнутого строительства коммунизма

Главным итогом XXI съезда стало провозглашение лозунга о переходе СССР к коммунизму. Строительство социализма было провозглашено завершенным, и речь отныне шла о том, чтобы приступить к «созданию в стране коммунистического общества», которое на горизонте 80-х гг. обеспечит полное изобилие и счастье каждого советского гражданина.

## Особенности съезда
- В докладе на съезде Хрущёв в положительном контексте упомянул имя Сталина, заявив следующее: «Осуществляя политику индустриализации страны и коллективизации сельского хозяйства, наш народ под руководством партии и её Центрального Комитета, во главе которого долгие годы стоял И. В. Сталин, совершил глубочайшие преобразования.» После «развенчания культа» на предыдущем съезде данное обстоятельство отражает колебания Хрущева в оценке Сталина, его концепцию о «двух Сталиных» — с одной стороны, верного марксиста-ленинца, а с другой, руководителя, допустившего неоправданные репрессии против членов партии «остающихся верными генеральной линии», а также против «честных советских граждан».
- В лексике докладов Н. Хрущёва съезду часто употребляются такие слова, как «перестройка», «демократизация», «расширение прав», даётся ссылка на английский журнал «Economist» как на авторитетный источник (что было необычно для коммуниста), а также ссылки на японскую газету «Sankei», американские «The Des Moines Register», «The New York Times», французскую «L’Aurore», все крайне правые антикоммунистического толка издания.
- Н. Хрущёв в своём докладе уделил много внимания Югославии: «Если Югославия отстаёт в своём развитии, если она не идёт, а вихляет по социалистическому пути, то ответственность за это всецело ложится на ревизионистскую, антимарксистскую линию руководства Союза коммунистов Югославии…(которые) принижают роль партии… которые утверждают, что наша партия стремится к „гегемонизму“…стремится подчинить себе другие коммунистические партии.»
- Н. Хрущёв отмечает: «За последние годы сложилась хорошая практика поездок американских делегаций, парламентских деятелей и туристов в Советский Союз и советских людей — в Соединённые Штаты. Это надо приветствовать.», «Нужно убрать с пути всё, что мешает мирному сосуществованию государств с различным общественным устройством. Когда тесный сапог жмёт и натирает солдату ногу,.. то приходится переобуться, а другой раз и сменить сапоги.», «Мы исходим из того, что взаимные встречи и беседы, взаимные визиты государственных и общественных деятелей способствуют улучшению отношений между государствами…»

## В названиях
- улица и проезд 21 Партсъезда в городе Краснодаре
- улица XXI Партсъезда в городе Железногорске Курской области
- колхоз им. XXI партийного съезда Беловского района Кемеровской области
- колхоз им. XXI съезда КПСС Гатчинского района Ленинградской области
- колхоз им. XXI партсъезда Кувандыкского района Оренбургской области[18]
- Дворец Культуры имени 21 съезда КПСС на улице Куприна в Донецке
- улица 21 Партсъезда в городе Самара
- улица XXI Партсъезда в городе Лакинске

## В филателии
- Почтовые марки СССР, 1959 год
- Красное знамя с портретом В. И. Ленина
- Волжская ГЭС
- Космическая ракета